# Arhythmorhynchus tigrinus
Arhythmorhynchus tigrinus är en hakmaskart som beskrevs av Moghe och Das 1953. Arhythmorhynchus tigrinus ingår i släktet Arhythmorhynchus och familjen Polymorphidae. Inga underarter finns listade i Catalogue of Life.